# اشباح (فیلم ۱۳۹۲)
اشباح فیلمی اجتماعی ساخت ایران به کارگردانی داریوش مهرجویی است. این فیلم در سی و دومین جشنواره فیلم فجر شرکت کرد. ساخت این فیلم در ۲ آذر ۱۳۹۲ کلید خورد.
این فیلم اقتباسی از نمایشنامهٔ اشباح، اثر هنریک ایبسن است.

## داستان
تیمسار سلیمانی و همسرش در روابط خود به بن‌بست می‌رسند، تلاش‌های وکیل خانواده برای بهبود اوضاع زندگی آنها بی‌نتیجه می‌ماند. سال‌ها بعد گناهان تیمسار گریبان مازیار (پسر جوانش) را می‌گیرد و مسیر عشق و زندگی او را دشوار می‌سازد. تیمسار سلیمانی به خدمتکار خانه‌اش (ملیکا شریفی نیا) تجاوز می‌کند و او را حامله می‌کند و…

## جشنواره‌ها
| جشنواره                          | قسمت                      | برنده           | نتیجه | جایزه        |
| -------------------------------- | ------------------------- | --------------- | ----- | ------------ |
| سی و دومین دوره جشنواره فیلم فجر | بهترین بازیگر نقش مکمل زن | ملیکا شریفی نیا | برنده | دیپلم افتخار |
| سی و دومین دوره جشنواره فیلم فجر | بهترین بازیگر نقش مکمل زن | هنگامه حمیدزاده | برنده | دیپلم افتخار |